# Економіка Ірану
Іран — аграрно-індустріальна країна з розвинутою нафтовою промисловістю. Основні галузі: нафтова і нафтопереробна, текстильна, цементна, конструкційних матеріалів, харчова, металообробна, чорна і кольорова металургія. У структурі промисловості Ірану провідне місце займає гірничовидобувна промисловість, яка, зокрема, забезпечує високий рівень прибутків від експорту нафти. Транспорт: автомобільний, залізничний, морський, повітряний. Головні морські порти в Перській затоці: Хорремшехр, Бендер-Хомейні, Бушир, Харк (нафтовий термінал), Абадан, Бендер-Махшехр і Чахбехар у Аравійському морі. На Каспійському морі: Ензелі, Ноушехр. Навігація здійснюється по оз. Урмія і р. Карун, яка через Шатт-ель-Араб сполучається з Перською затокою.
Найбільшою авіакомпанією, зайнятою міжнародними перевезеннями, є Iran air, внутрішніми — Iran Aseman Airlines. Польоти в зону Перської затоки, Франкфурт, Лондон і Париж здійснює також компанія Kish Air. У країні в 1999 р. діяло 288 аеропортів, з них тільки 112 мали посадочні смуги з твердим покриттям.
Економіка Ірану— вісімнадцята у світі за обсягом національного виробництва (ПКС). Обсяг ВВП в 2015 році склав $416,5 млрд. (ПКС: $ 1357 млрд.)
Майже половина всіх бюджетних коштів (45 %) поступає від експорту сирої нафти. Іран володіє другим за обсягом після Саудівської Аравії запасом нафти (18 млрд тонн) і займає 5,5 % на світовому ринку торгівлі нафтопродуктами. З 2008 року Іран торгує своєю нафтою на власній біржі в євро і ріалах.
Останні роки особлива увага приділяється диверсифікації економіки завдяки розвитку таких галузей як точне машинобудування, автомобільне машинобудування, ракетно-космічна промисловість, а також індустрія інформаційних технологій.

## Історія

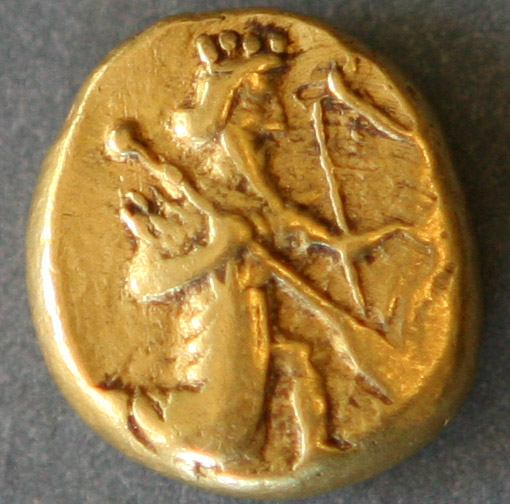
Перська Ахеменіди золота монета, приблизно 490 р. до н.е.

Ісламська конституція декларує необхідність планової економіки. Держава регулює майже всі сфери економічної діяльності за допомогою річних бюджетів, участю у виробництві товарів і послуг, через цінову політику, нормування, виділення сировини і контроль за зовнішньою торгівлею. Протягом 1990-х років уряд зосередив зусилля на розвитку видобувної промисловості, створивши нові робочі місця і збільшивши частку в експорті не пов'язаних з нафтою галузей. Ісламський режим сприяв зниженню фінансової залежності Ірану від продажу нафти. У 1990 частка нафти в прибутках держави становила 21 %, у 1984 — 50 %, в 1976 — 70 %. Ірану належить 18 % розвіданих світових запасів газу.
За даними [Index of Economic Freedom, The Heritage Foundation, U.S.A. 2001]: ВВП — $ 79 млрд. Темп зростання ВВП — 1,7 %. ВВП на душу населення — $ 1275. Прямі закордонні інвестиції — $ 14,5 млн. Імпорт — $ 13 млрд (г.ч. Німеччина — 11,8 %, Італія — 7,8 %, Японія — 7,5 %, Китай — 5,6 %, Франція — 5,4 %). Експорт — $ 20,2 млрд (г.ч. Японія — 16,6 %, Італія — 8,6 %, Греція — 7,5 %, Франція — 4,9 %).

### Динаміка ВВП Ірану
| Рік  | Валовий внутрішній продукт | ПКС ($ млрд.) | Курс до американського долару | Інфляція (2000=100) |
| ---- | -------------------------- | ------------- | ----------------------------- | ------------------- |
| 1980 | 6 621 700                  | 98,797        | 70,61 іранських реалів        | 2,10                |
| 1985 | 16 555 801                 | 186,782       | 207,29 іранських реалів       | 4,40                |
| 1990 | 34 505 630                 | 206,768       | 415,60 іранських реалів       | 11                  |
| 1995 | 185 927 978                | 206,768       | 2 046,80 іранських реалів     | 43                  |
| 2000 | 580 473 336                | 373,725       | 6 019,01 іранських реалів     | 100                 |
| 2005 | 1 768 665 370              | 554,775       | 9 005,01 іранських реалів     | 194                 |

## Промисловість
Майже 40 % підприємств обробних галузей зосереджені в Тегерані. Важливими промисловими центрами є також Ісфахан (текстильна промисловість і чорна металургія), Тебриз (машинобудування, в тому числі важке), Казвін і Саве (різні галузі легкої індустрії), Решт (електротехнічна і електронна промисловість), Ерак (виплавка алюмінію і машинобудування), Ахваз (машинобудування і металообробка), Шираз (нафтохімічна і електронна промисловість), Абадан і Бендер-Хомейні (нафтохімія і нафтопереробка).

## Сільське господарство
В середині 1990-х рр. сільське господарство давало близько 29-30 % ВВП. Важливе місце в економіці Ірану займають традиційні кустарні промисли і ремесла, зокрема килимарство. Експорт килимів істотно скоротився через припинення їх збуту в США і конкуренції виробників інших країн.